# Pâncești (Neamț)
Pour les articles homonymes, voir Pâncești.
Pâncești est une commune roumaine du județ de Neamț, dans la région historique de Moldavie et dans la région de développement du Nord-Est.

## Géographie
La commune de Pâncești est située à l'est du județ, à la limite avec le județ de Iași, sur le Plateau central moldave, à 25 km à l'est de Roman et à 75 km à l'est de Piatra Neamț, le chef-lieu du județ.
La municipalité est composée des cinq villages suivants (population en 1992) :
- Ciurea ;
- Holm (187) ;
- Pâncești (707), siège de la municipalité ;
- Tălpălăi ;
- Patricheni.

## Histoire
La commune de Pâncești est devenue autonome de la commune de Poienari en 2004.

## Politique
Le Conseil Municipal de Pâncești compte 9 sièges de conseillers municipaux. À l'issue des élections municipales de juin 2008, Ioan Larion (PSD) a été élu maire de la commune.
| Période                                  | Période  | Identité                     | Étiquette | Qualité |
| ---------------------------------------- | -------- | ---------------------------- | --------- | ------- |
| Les données manquantes sont à compléter. |          |                              |           |         |
|                                          | 2012     | Ioan Larion                  | PSD       |         |
| 2012                                     | En cours | Constantin-Augustin Homlmanu | PSD       |         |

| Parti | Parti                                      | Sièges |
| ----- | ------------------------------------------ | ------ |
|       | Parti social-démocrate (PSD)               | 8      |
|       | Parti national libéral (PNL)               | 1      |
|       | Alliance des libéraux et démocrates (ALDE) | 2      |

## Démographie
| 2007  |
| ----- |
| 1 499 |